# André Blattmann

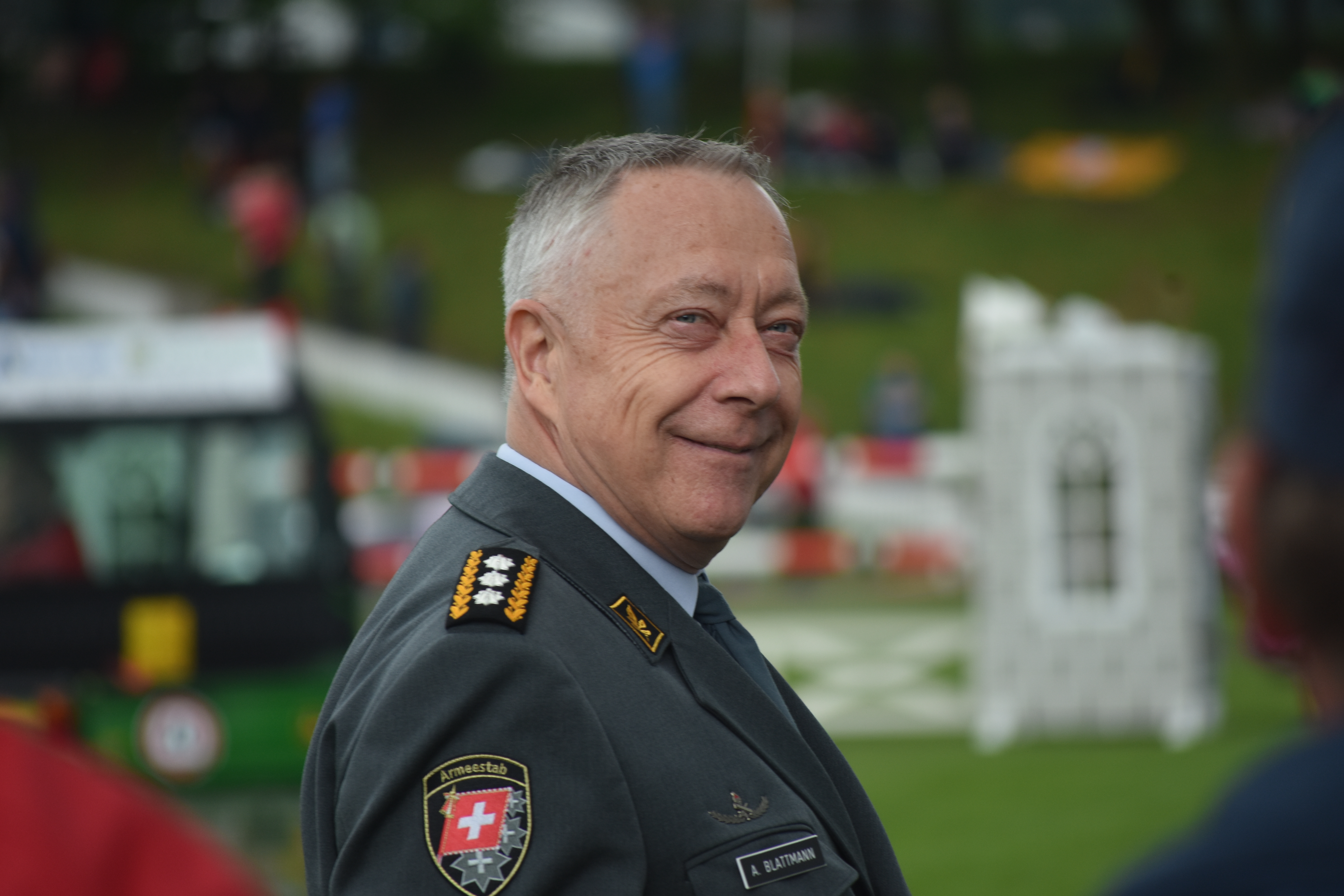
KKdt André Blattmann (2016)

André Blattmann (* 6. März 1956 in Richterswil) ist ein ehemaliger Schweizer Berufsoffizier (Korpskommandant). Er war von 1. März 2009 bis 31. Dezember 2016 Chef der Armee.

## Biografie

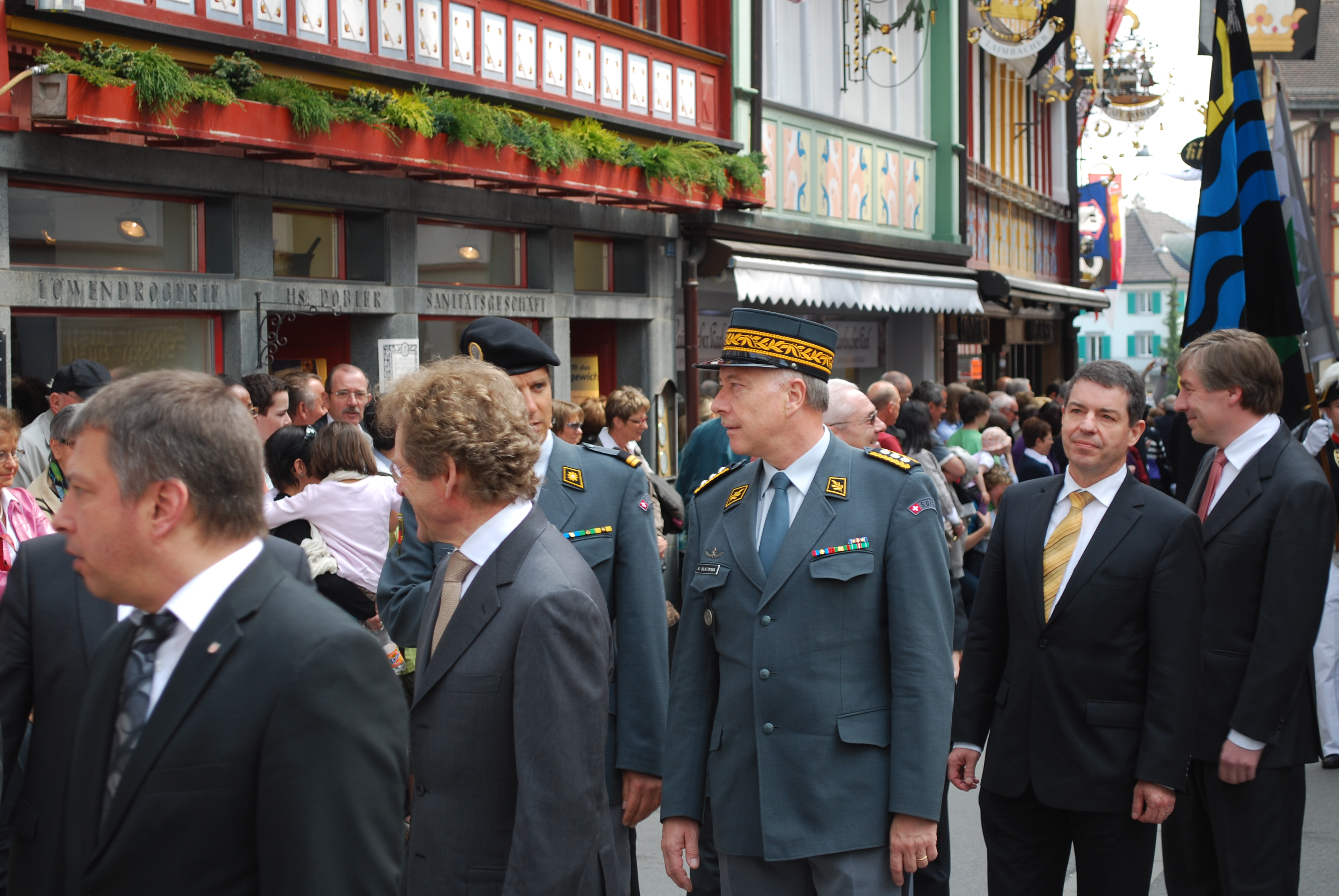
André Blattmann (Mitte) als Ehrengast an der Landsgemeinde in Appenzell, 25. April 2010

Blattmann machte eine Lehre als kaufmännischer Angestellter und bildete sich zum Betriebsökonom HWV weiter. 2003 absolvierte er eine Executive MBA-Ausbildung der Universität Zürich. 
Blattmann wurde 1984 in das Instruktionskorps der Flieger- und Flabtruppen aufgenommen und wurde als Einheitsinstruktor in Rekrutenschulen der Fliegerabwehr eingesetzt.
Auf den 1. Januar 2001 wurde er zum Stabschef Feldarmeekorps 4 mit gleichzeitiger Beförderung zum Brigadier ernannt. 2002 besuchte er den Senior International Defense Management Course in Monterey, USA.
Von 2004 bis 2005 war er Kommandant der Zentralschule, die zur Höheren Kaderausbildung der Armee gehört. Ab dem 1. Januar 2006 arbeitete Blattmann als Zugeteilter Höherer Stabsoffizier (ZHSO) des Chefs der Armee. Am 1. Januar 2008 wurde er zum Divisionär befördert und trat seine Funktion als Stellvertretender Chef der Armee an.
Im Jahr 2009 wurde André Blattmann zum Nachfolger von Roland Nef, der nach grossem Druck zurückgetreten war. Mit dem Antritt der Funktion CdA (Chef der Armee) wurde Blattmann zum Korpskommandanten befördert.
Am 1. Januar 2017 wurde er durch Philippe Rebord als Chef der Armee abgelöst.
Vom 1. Januar 2018 bis Juli 2024 sass André Blattmann im Verwaltungsrat der Swiss.

## Kontroversen
Im März 2010 wurde bekannt, dass André Blattmann in der Sicherheitskommission des Nationalrates (SiK NR) die Staaten Spanien, Frankreich, Italien und Portugal als krisengefährdet taxiert hatte. Blattmann hatte bei einer Sitzung der SiK NR eine Karte präsentiert, auf der potentielle soziale, gesellschaftliche und militärische Brennpunkte in Europa und Nordafrika eingezeichnet waren. Aufsehen erregte die Präsentation vor allem im Zusammenhang mit Blattmanns Aussage, durch die wirtschaftliche Lage Griechenlands könne es zu Migrationsströmen kommen, die einen Armeeeinsatz nötig machen könnten. Die Nationalrätin Evi Allemann (SP) bezeichnete Blattmanns Karte als untauglich, weil sie etwa Bedrohungen aufliste, die nicht Sache der Armee seien. Jakob Büchler, der der SiK vorsitzt, lud Blattmann zur Klärung vor.
An einem Seminar für Generalstabsoffiziere am 29. April 2016 bezeichnete Blattmann den Fernsehmoderator Sandro Brotz als «Sandro Kotz» und forderte, eine unbekannte Person, die militärische Akten den Medien zugespielt hatte, «zur Schlachtbank» zu führen, er wolle diesen «Verräter» zudem «eigenhändig degradieren» (wozu es allerdings ein Gerichtsurteil braucht). Diese Aussagen wurden mit einem Smartphone aufgezeichnet und ebenfalls den Medien zugespielt.